# Ветреничка лесная

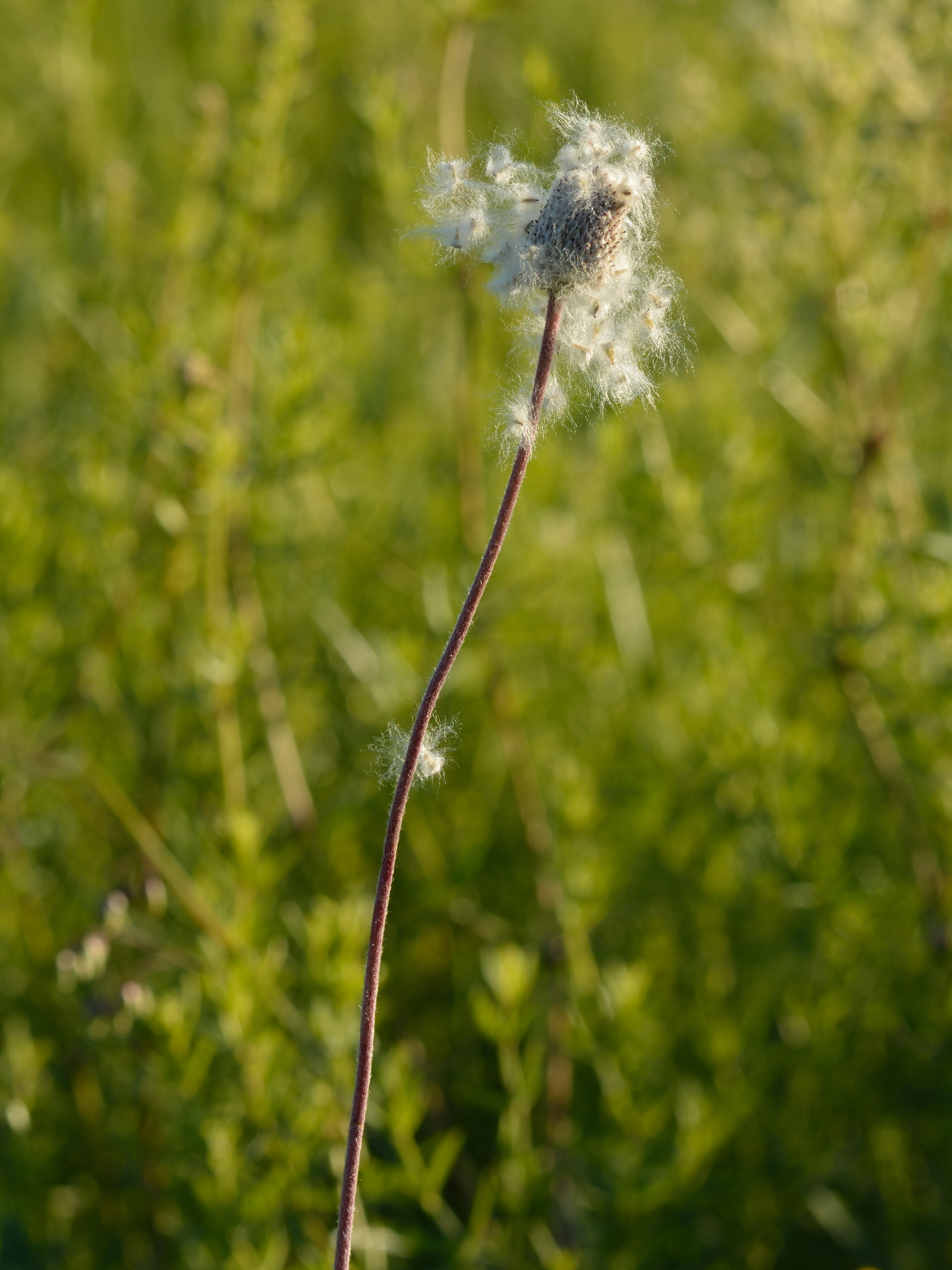
Растение с плодами

Ветреничка лесная (лат. Anemonoides sylvestris) — многолетнее травянистое растение; вид рода Ветреничка (Anemonoides) семейства Лютиковые (Ranunculaceae). В литературе и интернет-источниках чаще встречается как Ветреница лесная по устаревшему синонимичному названию лат. Anemone sylvestris. 

## Ботаническое описание
Стебель 5—15 см высотой, вверху почти беловойлочный.
Цветоносный стебель с мутовкой из трёх черешковых листьев, опушённых с обеих сторон, рассечённых на три сегмента.
Корневище вертикальное.
Прикорневые листья в числе двух—шести, длинночерешковые, с тремя—пятью ромбическими трёхраздельными сегментами.
Цветоносы одиночные, длинные.
Цветки 3—7 см в диаметре. Листочки околоцветника чисто белые, в числе пяти, снаружи опушённые.
Формула цветка: {\displaystyle \ast P_{5-6}\;A_{\infty }\;G_{\infty }}.
Плоды многочисленные, с густым опушением.
Цветет в конце весны — начале лета.

## Распространение и экология
По сухим холмам, лугам, луговым степям, в светлых хвойных лесах.

## Классификация

### Таксономия
Anemonoides sylvestris (L.) Galasso, Banfi & Soldano, 2005, Atti Soc. Ital. Sci. Nat. Mus. Civico Storia Nat. Milano 146: 222
Вид Ветреничка лесная относится к роду Ветреничка (Anemonoides) семейства Лютиковые (Ranunculaceae) порядка Лютикоцветные (Ranunculales). Таксономическая схема в соответствии с Системой APG IV по состоянию на декабрь 2023 года:
|  |                                      |  |                                   |                                   |                     |  | ещё 6 семейств | ещё 6 семейств |                       |  |  |  | еще 36 подтвержденных видов и 6 видов, ожидающих подтверждения |
|  |                                      |  |                                   |                                   |                     |  | ещё 6 семейств | ещё 6 семейств |                       |  |  |  | еще 36 подтвержденных видов и 6 видов, ожидающих подтверждения |
|  |                                      |  |                                   | порядок Лютикоцветные             |                     |  |                |                | род Ветреничка        |  |  |  |                                                                |
|  |                                      |  |                                   | порядок Лютикоцветные             |                     |  |                |                | род Ветреничка        |  |  |  |                                                                |
|  | отдел Цветковые, или Покрытосеменные |  |                                   |                                   | семейство Лютиковые |  |                |                | вид Ветреничка лесная |  |  |  |                                                                |
|  | отдел Цветковые, или Покрытосеменные |  |                                   |                                   | семейство Лютиковые |  |                |                |                       |  |  |  |                                                                |
|  |                                      |  | ещё 63 порядка цветковых растений | ещё 63 порядка цветковых растений |                     |  |                | ещё 53 рода    | ещё 53 рода           |  |  |  |                                                                |
|  |                                      |  |                                   | ещё 63 порядка цветковых растений |                     |  |                |                | ещё 53 рода           |  |  |  |                                                                |

### Синонимы
- Anemone alba Juss.
- Anemone alba Kern.
- Anemone hirsuta Gilib.
- Anemone pratensis Pall. ex Pritz.
- Anemone sordida Schur
- Anemone sylvestris L.
- Oriba sylvestris Opiz